# 후닌가는주머니쥐
후닌가는주머니쥐(Marmosops juninensis)는 남아메리카에 사는 주머니쥐의 일종이다. 페루의 찬차마요 계곡(후닌 지역 포함)에서만 발견되는 것으로 알려져 있으며, 해발 고도 1460m와 2200m 사이의 안데스산맥 산지 숲에서 산다. 경작지가 증가하여 숲 서식지가 파괴됨에 따라 멸종 위협을 받고 있다.